# Giuliano Covezzi
Giuliano Covezzi (Scandiano, 16 maggio 1978) è un pilota motociclistico italiano.

## Carriera
Vincitore nel 2010 e 2011 di due campionati italiani di velocità in salita nella categoria supermotard, nel 2009 e 2012 Covezzi si è classificato terzo nella classifica finale del medesimo campionato, vincendo tuttavia tre delle gare a cui ha partecipato. 
A queste vittorie si aggiungono le sue partecipazioni a gare su strada, anche fuori dai confini del campionato italiano; la Pikes Peak International Hill Climb, conclusa nel 2009 con un quarto posto assoluto nella categoria top rider, primo fra i piloti europei, e aggiudicandosi il titolo di Rookie of the year; nel 2012 partecipa a una gara del Campionato Europeo Velocità in salita a Landshaag, in Austria, concludendo al primo posto nella classe Supermotard.

## Risultati in gara

### Campionato Italiano Velocità in Salita
| Anno | Italia (bandiera) | Classe              | Gara 1      | Punti | Gara 2           | Punti | Gara 3           | Punti | Gara 4    | Punti | Gara 5  | Punti | Gara 6  | Punti | Totale Punti |
| ---- | ----------------- | ------------------- | ----------- | ----- | ---------------- | ----- | ---------------- | ----- | --------- | ----- | ------- | ----- | ------- | ----- | ------------ |
| 2007 | II                | Supermotard         | Cocconato   | 29    | Poggio-Valfredda | 40    | Barge            | 16    | Vellano   | 50    | Bazzano | 19    |         |       | 154          |
| 2008 | II                | Supermotard         | Radicondoli | 40    | Cocconato        | 26    | Poggio-Valfredda | 36    | Vellano   | 40    | Sillano | 45    | Bazzano | 50    | 224          |
| 2009 | III               | Supermotard Aprilia | Radicondoli | 32    | Poggio-Valfredda | 41    | Vellano          | 20    | Sillano   | 40    | Bazzano | 25    |         |       | 158          |
| 2010 | I                 | Supermotard Aprilia | Radicondoli | 29    | Carpasio         | 24    | Vellano          | 50    | Sillano   | 45    | Bazzano | 50    |         |       | 198          |
| 2011 | I                 | Supermotard Honda   | Carpasio    | 41    | Frosinone        | 50    | Vellano          | 50    | Spoleto   | 20    | Sillano | 50    | Bazzano | 50    | 261          |
| 2012 | III               | Supermotard Aprilia | Spoleto     | 40    | Radicondoli      | 40    | Carpasio         | 40    | Frosinone | 40    | Sillano | 50    | Bergamo | 50    | 260          |